# Epijana latifasciata
Epijana latifasciata är en fjärilsart som beskrevs av Ugo Dall'asta och Poncin 1980. Epijana latifasciata ingår i släktet Epijana och familjen Eupterotidae. Inga underarter finns listade i Catalogue of Life.